# IRL Grand Prix St. Petersburg 2007
Honda Grand Prix of St. Petersburg byl druhým závodem zámořské automobilové série vypsané pro formulové vozy IRL – (Indy Racing League).

## Stupně vítězů
| Nový Zéland | Brazílie          | Brazílie    |
| ----------- | ----------------- | ----------- |
|             | Helio Castroneves |             |
| Scott Dixon | 1                 | Tony Kanaan |
| 2           |                   | 3           |
|             |                   |             |

## Výsledky
| Pozice | Jezdec            | Tým                        | Čas       |
| ------ | ----------------- | -------------------------- | --------- |
| 1      | Helio Castroneves | Marlboro Team Penske       | 100 kol   |
| 2      | Scott Dixon       | Target Chip Ganassi Racing | + 0.6007  |
| 3      | Tony Kanaan       | Andretti Green Racing      | + 7.913   |
| 4      | Marco Andretti    | Andretti Green Racing      | + 13.509  |
| 5      | Dario Franchitti  | Andretti Green Racing      | + 14.5935 |
| 6      | Tomas Scheckter   | Vision Racing              | + 25.3109 |
| 7      | Sam Hornish Jr.   | Marlboro Team Penske       | + 27.0722 |
| 8      | Danica Patrick    | Andretti Green Racing      | + 28.0378 |
| 9      | Dan Wheldon       | Target Chip Ganassi Racing | + 34.2899 |
| 10     | Buddy Rice        | Dreyer & Reinbold Racing   | + 46.9180 |
| 11     | Scott Sharp       | Rahal Letterman Racing     | + 48.0980 |
| 12     | Darren Manning    | A.J. Foyt Enterprises      | + 1 kolo  |
| 13     | A.J. Foyt IV      | Vision Racing              | + 2 kola  |
| 14     | Kosuke Matsuura   | Super Aguri Panther Racing | + 3 kola  |
| 15     | Sarah Fisher      | Dreyer & Reinbold Racing   | + 3 kola  |
| 16     | Vitor Meira       | Panther Racing             | + 4 kola  |
| Kolo   | Odstoupili        | -                          | -         |
| 83     | Kosuke Matsuura   | Super Aguri Panther Racing | + 17 kol  |
| -      | Ed Carpenter      | Vision Racing              | Nehoda    |

### Nejrychlejší kolo
Marco Andretti-Andretti Green Racing- 1:02,9653

### Postavení na startu
Helio Castroneves-Marlboro Team Penske- 1:01.6839
| 1. řada | 1                        | 2                          |
|         | Helio CASTRONEVES        | Marco ANDRETTI             |
|         | Marlboro Team Penske     | Andretti Green Racing      |
|         | 1:01.6839                | 1:01.7317                  |
| 2. řada | 3                        | 4                          |
|         | Dario FRANCHITTI         | Scott DIXON                |
|         | Andretti Green Racing    | Target Chip Ganassi Racing |
|         | 1:01.8775                | 1:01.9791                  |
| 3. řada | 5                        | 6                          |
|         | Darren MANNING           | Tony KANAAN                |
|         | A.J. Foyt Enterprises    | Andretti Green Racing      |
|         | 1:02.4491                | 1:01.5955                  |
| 4. řada | 7                        | 8                          |
|         | Sam HORNISH JR.          | Tomas SCHECKTER            |
|         | Marlboro Team Penske     | Vision Racing              |
|         | 1:02.6935                | 1:03.3343                  |
| 5. řada | 9                        | 10                         |
|         | Vitor MEIRA              | Kosuke MATSUURA            |
|         | Panther Racing           | Super Aguri Panther Racing |
|         | 1:03.4749                | 1:03.5381                  |
| 6. řada | 11                       | 12                         |
|         | Danica PATRICK           | Jeff SIMMONS               |
|         | Andretti Green Racing    | Rahal Letterman Racing     |
|         | 1:03.5912                | 1:03.6280                  |
| 7. řada | 13                       | 14                         |
|         | Buddy RICE               | Dan WHELDON                |
|         | Dreyer & Reinbold Racing | Target Chip Ganassi Racing |
|         | 1:03.7117                | 1:03.8923                  |
| 8. řada | 15                       | 16                         |
|         | Scott SHARP              | Ed CARPENTER               |
|         | Rahal Letterman Racing   | Vision Racing              |
|         | 1:04.2959                | 1:04.4539                  |
| 9. řada | 17                       | 18                         |
|         | A.J. FOYT IV             | Sarah FISHER               |
|         | Vision Racing            | Dreyer & Reinbold Racing   |
|         | 1:04.5802                | 1:06.6541                  |
| ------- | ------------------------ | -------------------------- |